# Byttneria ivorensis
Byttneria ivorensis är en malvaväxtart som beskrevs av N. Halle. Byttneria ivorensis ingår i släktet Byttneria och familjen malvaväxter. Inga underarter finns listade i Catalogue of Life.